# Hankook Ilbo
Hàn Quốc nhật báo (tiếng Hàn: 한국일보; Hanja: 韓國日報; Romaja: Hanguk ilbo) hay Hankook Ilbo là một tờ nhật báo tiếng Hàn xuất bản tại Seoul, Hàn Quốc. Đây là tờ báo anh em với The Korea Times.